# Pico Pan de Azúcar (Venezuela)
El Pico Pan de Azúcar es un prominente pico de montaña ubicado en la Sierra La Culata en el Estado Mérida, y una de las montañas más altas en Venezuela. Desde su cumbre y bajo condiciones climáticas claras, se puede vislumbrar los prominentes picos de la serranía andina y, en ocasiones, el Lago de Maracaibo hacia el noroeste. Uno de los accesos para alcanzar la base de la montaña es a través de la Reserva del Cóndor en el valle de Mifafí, el cual tiene en cautividad algunos especímenes de esta gran ave andina.
El Pico Pan de Azúcar es la montaña que más se suele escalar en el estado Mérida en vista de que ofrece una gran cuota de amabilidad tanto en su acceso, como en su ascenso y posterior descenso. No obstante, el descenso puede exigir en la actualidad un grado de exigencia técnica a tomar en cuenta, puesto que el conocido arenal por el que la mayoría de las personas efectúan el descenso, ha venido presentando en los últimos años una palpable erosión en su topografía, e incluso con un fácil desprendimiento de rocas de pequeña y mediana talla en el tramo inicial. El descenso también puede efectuarse "en reversa" por la misma ruta de acceso, pero suele tomar más tiempo que la conocida bajada a través del arenal.

## Ubicación
El Pico Pan de Azúcar está localizado a 28 kilómetros al Nordeste de la ciudad de Mérida, la capital del estado. La montaña, junto con otros montes prominentes rodea un valle de altitud promedio de unos 4300 metros sobre el nivel de mar, el cual es el nacimiento del río Mucujún.

## Historia
El primer ascenso al Pan de Azúcar fue lograda por el explorador alemán Wilhelm Sievers en el año 1885 quien realizó su ascenso por el valle del río Mucujún. En 1910, el topógrafo venezolano Alfredo Jahn, dirigió una expedición que tenía como objetivo el reconocimiento y caracterización del occidente de Venezuela. Jahn subió al Pan de Azúcar, el cual nombró "Tucaní" y le dio el nombre de Pan de Azúcar a otra montaña vecina actualmente conocida como Pico Pan de Sal. El mismo Jahn hizo el cambio de nombre a los correspondientes en la actualidad.

## Ascenso
El Pico Pan de Azúcar es una de las montañas más escaladas de Mérida debido a su accesibilidad y rápido ascenso. Por lo general se sube durante la estación seca: de octubre a marzo. El acceso principal es a través de la población "La Culata". La ruta normal es a través del pico sur.

## Etimología
La montaña recibió su nombre en vista a la apariencia que da las pendientes arenosas de la montaña, el cual se parece a un «pan de azúcar», una clase de pan dulce con azúcar esparcido sobre su mitad superior y muy comido en el país. 